# نیلو تامیسالو
نیلو تامیسالو (فنلاندی: Niilo Tammisalo; ۱۵ اکتبر ۱۸۹۴ – ۵ فوریهٔ ۱۹۸۲) بازیکن هاکی روی یخ، بازیکن فوتبال و سرمربی (فوتبال) اهل فنلاند بود.
از باشگاه‌هایی که در آن بازی کرده‌است می‌توان به باشگاه فوتبال هلسینکی اشاره کرد.